# Wolkenbord

Grundform Wolke

Der Wolkenbord ist in der Heraldik eine besondere Einfassung eines Wappens oder eines Feldes. Hierbei wird der einfache Bord auf die zur Wappenmitte  zeigende Begrenzungsseite durch einen umlaufenden Schnitt des Heroldsbildes Wolke verändert. Zwei Formen sind durch die Verwendung der einfachen Wolke und der doppelten Wolke gebräuchlich. Bei der Beschreibung ist die Form zu erwähnen. Bevorzugte Tingierung ist Blau-Silber, aber auch Rot-Gold und andere heraldische Farbkombinationen sind vertreten. Bei schlechtem Wappenaufriss kann es mit dem Wellenbord zu Verwechslungen kommen.
Vor allem in der südwestdeutschen Kommunalheraldik ist der Wolkenbord verbreitet. Er bezieht sich dort auf das Wappen des Fürstenhaus Fürstenberg, zu dessen Territorien die betreffenden Gemeinden gehörten.

## Beispiele

### Wolkenbord

Fürstenhaus Fürstenberg
Wappen des Charles Colbert de Seigneley de Castle-Hill, Beispiel für Wolkenbord um ein Feld (dort jeweils das Wappen Fürstenberg)
Immenstaad am Bodensee (Verweis auf Fürstenberg)
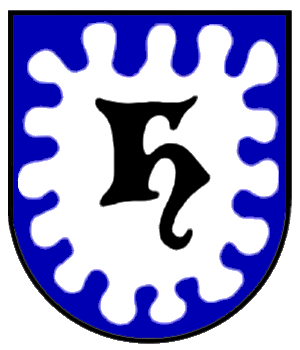
Hödingen am Bodensee mit H in Fraktur
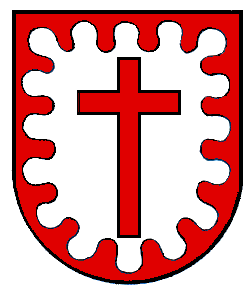
Wolketsweiler (redendes Wappen, ohne Bezug auf Fürstenberg)
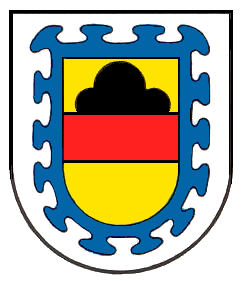
Katzenmoos/Landkreis Emmendingen

### Doppelwolkenbord

Leibertingen (Verweis auf Fürstenberg)
Demen, Mecklenburg-Vorpommern (ohne Bezug auf Fürstenberg)